# American Derringer
A American Derringer Corporation é uma fabricante Norte americana de armas de fogo, localizada em Waco, Texas, especializada em derringers.

## Histórico
A American Derringer foi fundada por Robert A. Saunders em 1980 com foco em derringers nos calibres .45 Colt/.410 bore; Robert começou a fazer armas ainda criança, quando seu avô comprou peças de armas excedentes da Segunda Guerra Mundial em tambores de 55 galões depois da guerra; Robert as encontrou e começou a montar armas a partir delas.
Em 1986, Elizabeth Saunders (anteriormente Elizabeth Bowen) foi contratada para uma campanha de marketing; ela e Robert se casaram em 1988. A empresa cresceu e chegou a ter 18 funcionários, mas Robert foi diagnosticado com câncer de pâncreas em 1991 e morreu em 1993, quando Elizabeth assumiu a direção da empresa.
A alta demanda por armas em 1994, resultou em um superabastecimento dos distribuidores, que por sua vez exigiam preços tão baixos que a American Derringer não estava ganhando dinheiro, então a decisão foi tomada para focar na qualidade em vez da quantidade e cortar os distribuidores.
Em 2003, Elizabeth se formou em engenharia mecânica e conheceu John Price em uma de suas turmas. John começou a trabalhar para ela. Ela descobriu um esquema de roubo por parte de funcionários e acabou dispensando todos, exceto John, com a reestruturação, a American Derringer atingiu um tamanho pequeno, mas sustentável, como muitos dos fabricantes de armas britânicos no comércio de armas de melhor qualidade; Juntos, John e Elizabeth fabricam todas as armas internamente de acordo com os mais altos padrões.

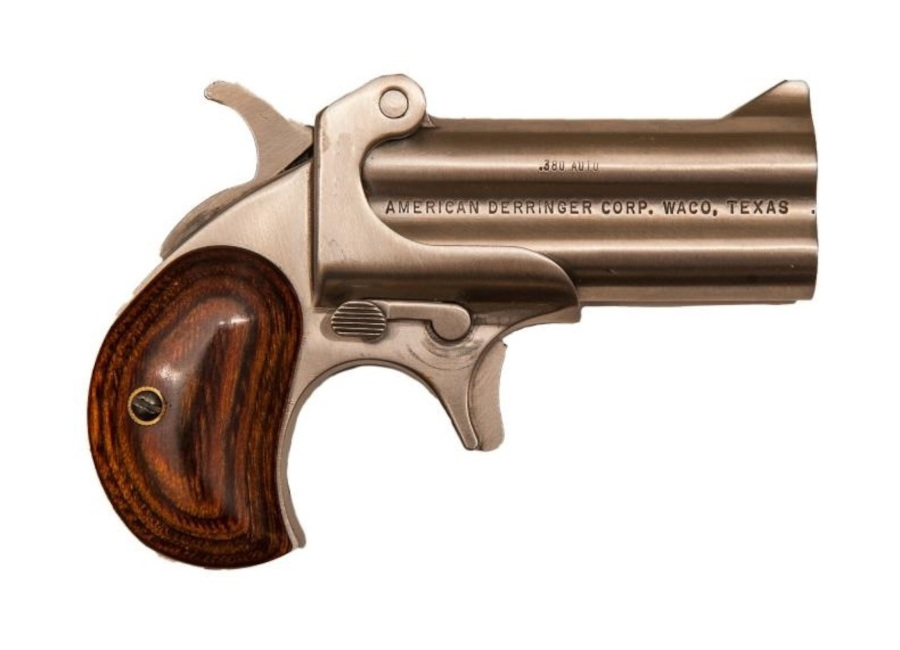
O modelo M1 da American Derringer.

## Produçao
Hoje em dia, a American Derringer é especializada na fabricação de derringers de aço inoxidável de alta qualidade e pequenas pistolas. Sua principal linha de produtos é o Model 1 Derringer, que se baseia no icônico Remington Model 95 deringer. Essas versões modernas de aço inoxidável são feitas em mais de 60 calibres que variam do .22 Long Rifle ao .45 Long Colt e do .410 bore ao .45-70 Government.
Em 1989, a American Derringer introduziu o conceito de marketing "Lady Derringer". Como resultado, Elizabeth se tornaria "o rosto da empresa" atuando como modelo usando roupas provocantes para calendários, pôsteres e anúncios de revistas de armas. Essa campanha de marketing foi muito bem-sucedida e recebeu o crédito de aumentar drasticamente as vendas.
Em 1990, a American Derringer obteve os direitos do projeto High Standard Derringer e produziu uma versão maior em .38 Special. Essas derringers chamadas DS22 e DA38 ainda são feitas e continuam a ser armas para porte velado bastante populares. No mesmo ano, eles introduziram o modelo COP .357 Derringer de ação dupla e uma versão de menor calibre chamada MINI COP em .22 Magnum, embora estes tenham sido descontinuados posteriormente.
A American Derringer também fabrica uma pequena pistola semiautomática chamada LM5, com câmara para .25 ACP e .32 Auto. A Semmerling LM4 é uma pistola de ação dupla de repetição manual de cinco tiros, em .45 ACP, projetada como uma arma de reserva.
A American Derringer também fez Mini-Revólveres e a Stainless Steel Pen Pistol Model 2, que "se transforma de caneta em uma pistola legal em 2 Segundos", embora estes também tenham sido descontinuados.